# Пузино, Поликарп Иванович
Поликарп Иванович Пузино (1781—1866) — российский медик, писатель.

## Биография
Учился в Петербургской Медико-Хирургической Академии, куда перешёл из Киевской Духовной Академии в 1803 г. Будучи студентом, он отличался успехами в науках и был хорошим рисовальщиком. 14 марта 1807 года окончил курс со званием лекаря I отделения. Конференция Академии ходатайствовала о назначении его и кандидата Рейнгольда помощниками профессоров. Однако, в войсках был такой недостаток врачей, что министр внутренних дел отказал Академии «по настоящей надобности в медицинских чинах по армии» — и Пузино был определён врачом в л.-гв. Егерский полк.
Участвовал в походе в Пруссию и был в сражениях, под Гутштадтом, Гейльсбергом и Фридландом. В 1809—1810 гг. он с полком был в Финляндском походе и участвовал в сражениях при Куопио, Иденсальми и при занятии Аландских островов. В декабре 1809 года получил бриллиантовый перстень «за отличные труды и успехи в пользовании больных и раненых воинских чинов». В 1810 году произведён в штаб-лекари 2-го класса, в 1811 году — 1-го класса, и перемещён в Курляндский драгунский полк, будучи, «за отличные познания и искусство», произведён в коллежские асессоры.
Во время Отечественной войны, с полком участвовал во многих сражениях в России (в том числе, под Вязьмой, Бородиным, Можайском) и за границей (в Польше, Пруссии, Силезии, Саксонии, Вестфалии). В 1814 г., после взятия Парижа, был назначен окружным начальником наших госпиталей. Награждённый в 1814 г. орденом Владимира 4-й ст. за отличие в сражениях, был переведён штаб-лекарем в л.-гв. Конно-Егерский полк и в том же году произведён в надворные советники. Во время пребывания русских войск в Париже слушал лекции крупнейших французских медиков и перевёл на русский язык новейший медицинский труд, ещё не издававшийся в России.
Выйдя в отставку 1 января 1817 г., в 1821—1827 гг. служил по выборам дворянства Новгородской губернии: был уездным судьёй (1821—1824), заседателем в Совестном Суде и Приказе Общественного Призрения (1824—1846), уездным предводителем дворянства, и. д. губернского предводителя (1825 и 1826). С 10 мая 1827 г. по 6 сентября 1828 г. был членом Радзивиловской Таможни. 7 февраля 1832 г. определился Комиссионером в Комиссариатский Департамент Военного Министерства и прослужил здесь до 4 апреля 1839 г., будучи 24 ноября того же года произведён в действительные статские советники.
Служа с тех пор по выборам дворянства, Пузино в 1843 г. награждён был орденом Станислава 2-й ст. с Имп. короной «в воздаяние полезной предприимчивости и особенного усердия, оказанных по части сельского хозяйства», а 8 июня 1845 г. был назначен Председателем Новгородской Палаты Гражданского Суда. Неоднократно бывал совестным судьёй (1845—1849). 16 августа 1851 г. был совсем уволен от службы. С тех пор жил в своём имении, в Новгородском уезде. 8 октября 1861 года, при повторном открытии памятника Новгородскому ополчению 1812 года, выступил со стихотворным экспромтом. Умер около 1866 года.

## Семья
Жена — Екатерина Ивановна (рожд. Аничкова, в первом браке Мартьянова; 1786—1855). Сыновья: Орест, Помпей и Поликарп.

## Труды
- в бытность свою студентом, перевёл книгу: «Подробное описание епидемической лихорадки, недавно в Малаге свирепствовавшей», соч. И. Е. Арсюля, перев. с латинского, 1807 г.; рукопись этого перевода хранится в Библиотеке Казанского Университета.
- перевёл с нем. соч. Галла и Шпурцгейма: «Исследование о нервной системе вообще и мозговой в особенности», С.-Пб. 1816;
- «Краткое начертание Галловой системы мозговых отправлений», С.-Пб. 1817;
- «Взгляд на суеверие и предрассудки», С.-Пб. 1834 (рецензия — в «Библ. для Чтения» 1834 г., т. VI, отд. V, стр. 14—32);
- Beobachtungen (о сибирской язве в Саблинском приходе, Новгородской губ.) напечатаны в «Med. Zeit. Russlands» 1853 г., № 52, стр. 411.